# Fédération internationale de sepaktakraw
La Fédération internationale de Sepaktakraw (ISTAF) est une association sportive internationale qui fédère une trentaine fédérations nationales de Sepak takraw du monde entier. Ce sport est plus particulièrement implanté en Asie du Sud-Est avec une intégration de la discipline aux Jeux d'Asie du Sud-Est depuis 1965 aux Jeux asiatiques depuis 1990. Le Sepak takraw fut présent en tant que sport de démonstration en 2009 aux Jeux mondiaux de Taiwan.
L'ISTAF est affiliée depuis 1997 à l'Association mondiale des fédérations internationales de sport.
Outre la promotion et la reglémentation du sport, l'ISTAF organise également les compétitions notables comme les ISTAF SuperSeries (ISS) et le championnat du monde (IWC)

## Associations membres
En 2016, la fédération regroupe une trentaine de nations.
* Reconnaissance en attente
| Afrique | Amériques | Asie-Pacifique | Europe                        |
| --- | --- | --- | ----------------------------- |
| - aucun | - Brésil - Canada - Colombie - Porto Rico - États-Unis                                                                      | \| - Australie - Bangladesh - Brunei - Cambodge - Chine - Chinese Taipei - Inde - Iran - Indonésie - Japon - Corée du Sud \| - Laos - Birmanie - Macao - Népal - Oman - Philippines - Pakistan - Malaisie - Sri Lanka - Singapour - Thaïlande - Viêt Nam \| | - France - Allemagne - Suisse |
| - Australie - Bangladesh - Brunei - Cambodge - Chine - Chinese Taipei - Inde - Iran - Indonésie - Japon - Corée du Sud | - Laos - Birmanie - Macao - Népal - Oman - Philippines - Pakistan - Malaisie - Sri Lanka - Singapour - Thaïlande - Viêt Nam | |                               |